# Hillerød Kommune

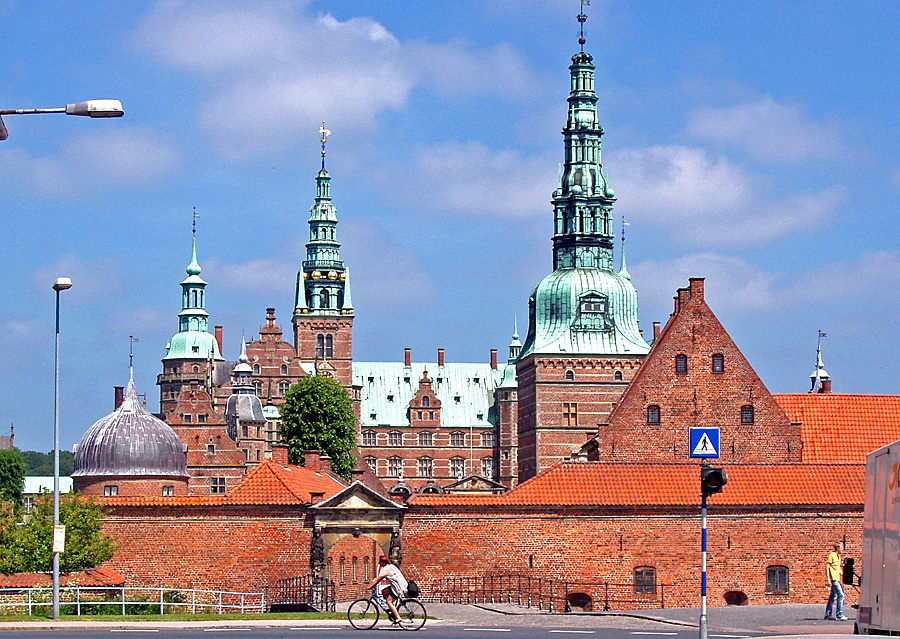
Schloss Frederiksborg

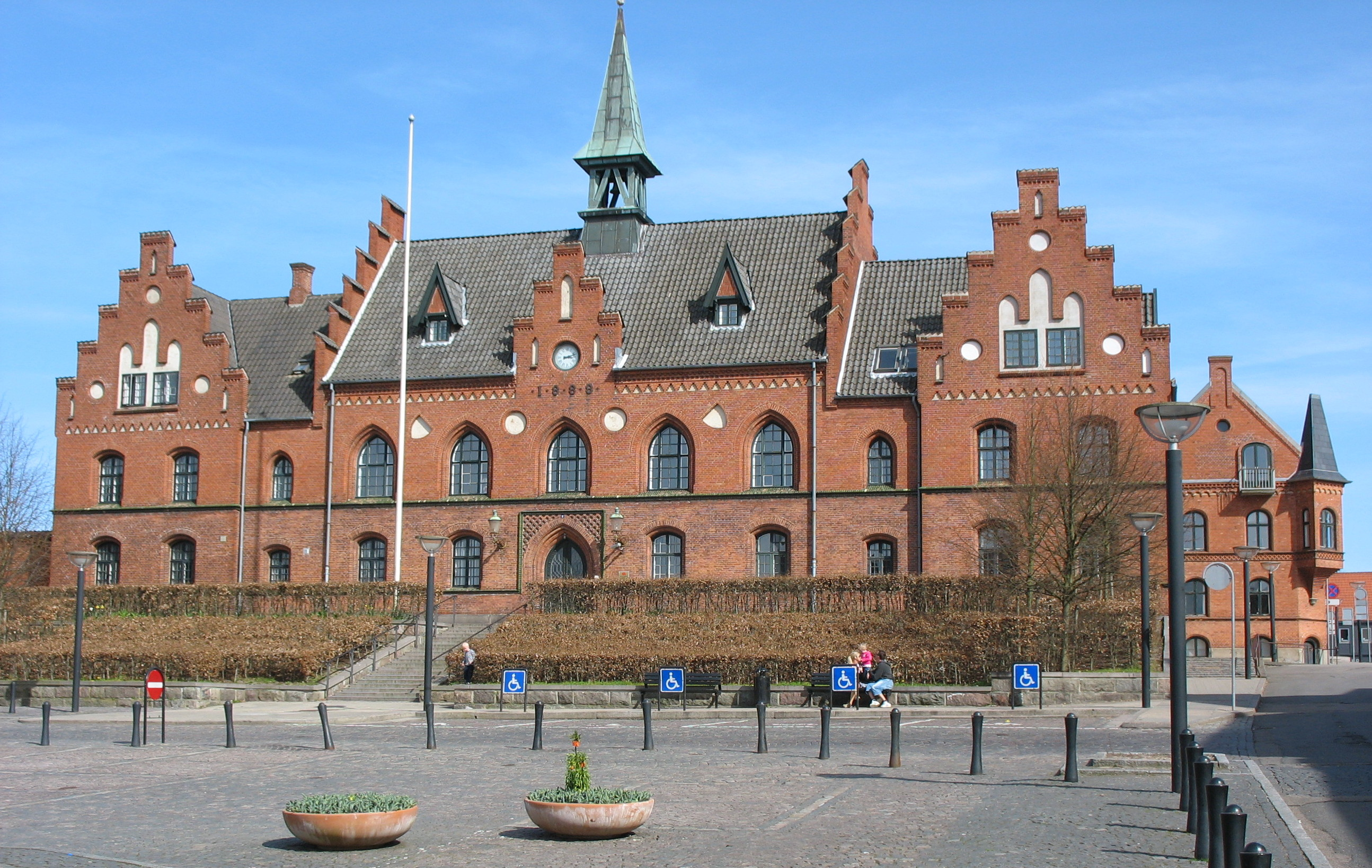
Das Rathaus von Hillerød

Hillerød Kommune [ˈhiləʀœːʔð] ist eine dänische Kommune in der Region Hovedstaden im Nordosten von Seeland. Im Rahmen einer neuen Strukturreform wurden die frühere Gemeinden Hillerød Kommune, Skævinge Kommune und ein Teil der Slangerup Kommune (alle im Frederiksborg Amt) ab 1. Januar 2007 zusammengelegt.
Die Kommune ist 214,80 km² groß und hat 54.855 Einwohner (Stand 1. Januar 2025). Dänemarks größter Binnensee, der Arresø, sowie der drittgrößte, der Esromsee, liegen beide teilweise in der Kommune.

## Kirchspiele und Ortschaften in der Kommune
Auf dem Gemeindegebiet liegen die folgenden Kirchspielsgemeinden (dän.: Sogn) und Ortschaften mit über 200 Einwohnern (byer nach Definition der dänischen Statistikbehörde), bei einer eingetragenen Einwohnerzahl von Null hatte der Ort in der Vergangenheit mehr als 200 Einwohner:
| Nr. | Kirchspiel              | Einwohner | Ortschaft                             | Einwohner       |
| --- | ----------------------- | --------- | ------------------------------------- | --------------- |
|     | Alsønderup Sogn         | 2.623     | Alsønderup Tulstrup                   | 592 1.185       |
|     | Frederiksborg Slotssogn | 9.457     |                                       |                 |
|     | Gadevang Sogn           | 1.219     | Gadevang                              | 1.128           |
|     | Grønnevang Sogn         | 4.365     |                                       |                 |
|     | Gørløse Sogn            | 1.620     | Gørløse                               | 1.234           |
|     | Hillerød Sogn           | 6.017     | Hillerød                              | 36.594          |
|     | Lille Lyngby Sogn       | 2.097     | Meløse Store Lyngby                   | 635 818         |
|     | Nødebo Sogn             | 2.067     | Nødebo                                | 2.042           |
|     | Nørre Herlev Sogn       | 2.406     | Brødeskov Nørre Herlev Ny Hammersholt | < 200 425 1.264 |
|     | Præstevang Sogn         | 8.840     |                                       |                 |
|     | Skævinge Sogn           | 3.273     | Skævinge                              | 3.014           |
|     | Strø Sogn               | 587       |                                       |                 |
|     | Tjæreby Sogn            | 629       |                                       |                 |
|     | Ullerød Sogn            | 8.084     |                                       |                 |
|     | Uvelse Sogn             | 1.458     | Uvelse                                | 1.062           |

1. 1 2 3 4 5 6  
Hillerød erstreckt sich über die Kirchspiele Frederiksborg Slotssogn, Grønnevang, Hillerød, Præstevang und Ullerød.
2. ↑  Die Einwohnerzahl von Brødeskov lag 2019 erstmals unter 200.

## Stadt Hillerød
Die wichtigste Stadt der Kommune ist Hillerød, die die Hauptstadt der dänischen Region Hovedstaden und ein Eisenbahnknotenpunkt ist. Sie hat rund 28.941 Einwohner (Stand: 2006).
Die Stadt Hillerød wurde im 15. Jahrhundert gegründet. Das in der Stadt befindliche Schloss Frederiksborg (Frederiksborg Slot) ist das größte Renaissanceschloss Nordeuropas und befindet sich auf drei Inseln inmitten des Frederiksborgsees.
Hillerød ist ein regionales Zentrum der Maschinenbauindustrie.
Bekannt ist Hillerød auch für die nach Nikolai Frederik Severin Grundtvig benannte Grundtvigs Højskole, eine dänische Volkshochschule für Journalistik, Kunst, Literatur und Politik. Die Højskole hat etwa 50 bis 60 Schüler (elever) je Semester.

## Töchter und Söhne
- Hans Birch Dahlerup (1790–1872), dänischer Seeoffizier, später in österreichisch-ungarischen Diensten, Vizeadmiral und Reorganisator der k. k. Marine, Feldmarschallleutnant der k. k. Armee
- Carl Emil Dahlerup (1813–1890), Gouverneur der Färöer
- Louis Hasselriis (1844–1912), Bildhauer
- Kasper Nielsen (* 1975), dänischer Handballspieler
- Carl Edvard Rotwitt (1812–1860), dänischer Politiker und Premierminister
- Jesper Lundgaard (* 1954), dänischer Jazzbassist
- Kurt Trampedach (1943–2013), dänischer Maler
- Stine Jensen (* 1972), dänisch-niederländische Philosophin und Essayistin

## Einwohnerentwicklung
Entwicklung der Einwohnerzahl (1. Januar):
- 1980 – 33.686
- 1985 – 33.503
- 1990 – 33.388
- 1995 – 34.764
- 1999 – 36.065
- 2000 – 36.453
- 2003 – 37.169
- 2005 – 37.291
- 2007 – 46.354
- 2008 – 46.568
- 2010 – 47.473